# GP3-seizoen 2010
Het GP3-seizoen 2010 is het eerste GP3 seizoen. Het support de GP2-klasse in bijna alle races, behalve die op het Circuit de Monaco en het Yas Marina Circuit. Het seizoen bestaat uit 16 races, verdeeld over 8 circuits.
De Mexicaan Esteban Gutiérrez werd de eerste GP3-kampioen en de Canadees Robert Wickens werd tweede. Het team van Gutiérrez, ART Grand Prix, won de constructeurstitel, gevolgd door Status Grand Prix.

## Teams en coureurs
| Team                 | Nr. | Coureur                | Ronde     |
| -------------------- | --- | ---------------------- | --------- |
| ART Grand Prix       | 1   | Alexander Rossi        | Alle      |
| ART Grand Prix       | 2   | Esteban Gutiérrez      | Alle      |
| ART Grand Prix       | 3   | Pedro Enrique          | Alle      |
| Status Grand Prix    | 4   | Robert Wickens         | Alle      |
| Status Grand Prix    | 5   | Ivan Lukashevich       | Alle      |
| Status Grand Prix    | 6   | Daniel Morad           | Alle      |
| Manor Racing         | 7   | James Jakes            | 1-5, 8    |
| Manor Racing         | 7   | Adrien Tambay          | 6-7       |
| Manor Racing         | 8   | Rio Haryanto           | Alle      |
| Manor Racing         | 9   | Adrian Quaife-Hobbs    | Alle      |
| RSC Mücke Motorsport | 10  | Nigel Melker           | Alle      |
| RSC Mücke Motorsport | 11  | Renger van der Zande   | Alle      |
| RSC Mücke Motorsport | 12  | Tobias Hegewald        | Alle      |
| Carlin               | 14  | Josef Newgarden        | Alle      |
| Carlin               | 15  | Dean Smith             | Alle      |
| Carlin               | 16  | Lucas Foresti          | 1, 3-5, 8 |
| Carlin               | 16  | Michail Aljosjin       | 2         |
| Carlin               | 16  | António Félix da Costa | 6-7       |
| Team Addax           | 17  | Felipe Guimarães       | Alle      |
| Team Addax           | 18  | Pablo Sánchez López    | Alle      |
| Team Addax           | 19  | Mirko Bortolotti       | Alle      |
| MW Arden             | 20  | Michael Christensen    | Alle      |
| MW Arden             | 21  | Miquel Monrás          | Alle      |
| MW Arden             | 22  | Leonardo Cordeiro      | Alle      |
| Jenzer Motorsport    | 23  | Pål Varhaug            | Alle      |
| Jenzer Motorsport    | 24  | Simon Trummer          | 1-5, 7-8  |
| Jenzer Motorsport    | 24  | Marco Barba            | 6         |
| Jenzer Motorsport    | 25  | Nico Müller            | Alle      |
| Tech 1 Racing        | 26  | Doru Sechelariu        | Alle      |
| Tech 1 Racing        | 27  | Daniel Juncadella      | 1         |
| Tech 1 Racing        | 27  | Stefano Coletti        | 2-8       |
| Tech 1 Racing        | 28  | Jean-Eric Vergne       | 1, 3      |
| Tech 1 Racing        | 28  | Jim Pla                | 2         |
| Tech 1 Racing        | 28  | Daniel Juncadella      | 4-5, 7-8  |
| ATECH CRS GP         | 29  | Patrick Reiterer       | 1-2       |
| ATECH CRS GP         | 29  | Roberto Merhi          | 3-8       |
| ATECH CRS GP         | 30  | Oliver Oakes           | Alle      |
| ATECH CRS GP         | 31  | Vittorio Ghirelli      | Alle      |

## Kalender
| Ronde | Ronde | Circuit                   | Land                | Datum        |
| ----- | ----- | ------------------------- | ------------------- | ------------ |
| 1     | R1    | Circuit de Catalunya      | Spanje              | 8 mei        |
| 1     | R2    | Circuit de Catalunya      | Spanje              | 9 mei        |
| 2     | R1    | Istanbul Park             | Turkije             | 29 mei       |
| 2     | R2    | Istanbul Park             | Turkije             | 30 mei       |
| 3     | R1    | Valencia Street Circuit   | Spanje              | 26 juni      |
| 3     | R2    | Valencia Street Circuit   | Spanje              | 27 juni      |
| 4     | R1    | Silverstone               | Verenigd Koninkrijk | 10 juli      |
| 4     | R2    | Silverstone               | Verenigd Koninkrijk | 11 juli      |
| 5     | R1    | Hockenheimring            | Duitsland           | 24 juli      |
| 5     | R2    | Hockenheimring            | Duitsland           | 25 juli      |
| 6     | R1    | Hungaroring               | Hongarije           | 31 juli      |
| 6     | R2    | Hungaroring               | Hongarije           | 1 augustus   |
| 7     | R1    | Spa-Francorchamps         | België              | 29 augustus  |
| 7     | R2    | Spa-Francorchamps         | België              | 30 augustus  |
| 8     | R1    | Autodromo Nazionale Monza | Italië              | 11 september |
| 8     | R2    | Autodromo Nazionale Monza | Italië              | 12 september |

## Resultaten
| Ronde | Ronde | Circuit                      | Pole Position     | Snelste ronde     | Winnend coureur   | Winnend team      |
| ----- | ----- | ---------------------------- | ----------------- | ----------------- | ----------------- | ----------------- |
| 1     | R1    | Circuit de Catalunya         | Nigel Melker      | Miquel Monrás     | Pål Varhaug       | Jenzer Motorsport |
| 1     | R2    | Circuit de Catalunya         |                   | Alexander Rossi   | Alexander Rossi   | ART Grand Prix    |
| 2     | R1    | Istanbul Park                | Nigel Melker      | Esteban Gutiérrez | Esteban Gutiérrez | ART Grand Prix    |
| 2     | R2    | Istanbul Park                |                   | Esteban Gutiérrez | Rio Haryanto      | Manor Racing      |
| 3     | R1    | Valencia Street Circuit      | Esteban Gutiérrez | Esteban Gutiérrez | Esteban Gutiérrez | ART Grand Prix    |
| 3     | R2    | Valencia Street Circuit      |                   | Roberto Merhi     | Nico Müller       | Jenzer Motorsport |
| 4     | R1    | Silverstone Circuit          | Esteban Gutiérrez | Esteban Gutiérrez | Esteban Gutiérrez | ART Grand Prix    |
| 4     | R2    | Silverstone Circuit          |                   | Daniel Morad      | Daniel Morad      | Status Grand Prix |
| 5     | R1    | Hockenheimring               | Josef Newgarden   | Robert Wickens    | Robert Wickens    | Status Grand Prix |
| 5     | R2    | Hockenheimring               |                   | Esteban Gutiérrez | Esteban Gutiérrez | ART Grand Prix    |
| 6     | R1    | Hungaroring                  | Nico Müller       | Esteban Gutiérrez | Nico Müller       | Jenzer Motorsport |
| 6     | R2    | Hungaroring                  |                   | Robert Wickens    | Alexander Rossi   | ART Grand Prix    |
| 7     | R1    | Circuit de Spa-Francorchamps | Robert Wickens    | Nico Müller       | Robert Wickens    | Status Grand Prix |
| 7     | R2    | Circuit de Spa-Francorchamps |                   | Nico Müller       | Adrien Tambay     | Manor Racing      |
| 8     | R1    | Autodromo Nazionale Monza    | Esteban Gutiérrez | Esteban Gutiérrez | Esteban Gutiérrez | ART Grand Prix    |
| 8     | R2    | Autodromo Nazionale Monza    |                   | Leonardo Cordeiro | Robert Wickens    | Status Grand Prix |

GP2: 2005 · 2006 · 2007 · 2008 · 2009 · 2010 · 2011 · 2012 · 2013 · 2014 · 2015 · 2016 (Lijst van coureurs)

GP3: 2010 · 2011 · 2012 · 2013 · 2014 · 2015 · 2016 · 2017 · 2018 (Lijst van coureurs)

GP2 Asia: 2008 · 2008-2009 · 2009-2010 · 2011 (Lijst van coureurs)